# Javier Urruticoechea
Francisco Javier González Urruticoechea (* 17. Februar 1952 in San Sebastián; † 24. Mai 2001 in Barcelona), besser bekannt als Urruti, war ein spanischer Fußballspieler.

## Spielerkarriere
Urruti, wie er von seinen Fans gerufen wurde, begann seine Karriere in der Jugendabteilung des SD Lengokoak, ein Verein aus der baskischen Stadt San Sebastian. 1969 kam er zu Real Sociedad San Sebastiáns zweiter Mannschaft, bei denen er bis 1972 blieb. In diesem Jahr wurde Urruti in die erste Mannschaft beordert und gab ein Jahr später sein Debüt. Der Baske wechselte 1977 nach Katalonien zu Espanyol Barcelona. 1981 wurde der Espanyol-Keeper als bester spanischer Spieler des Jahres ausgezeichnet. In diesem Jahr wechselte er auch zum großen Bruder von Espanyol, zum FC Barcelona.
In Barcelona gewann er zweimal den spanischen Pokal, einmal den spanischen Supercup und konnte 1985 den spanischen Meistertitel gewinnen. Er spielte im Finale zum Europapokal der Pokalsieger in der Saison 1981/1982, das die Katalanen gegen Standard Lüttich mit 2:1 gewannen. Später stand er im Finale des Europapokal der Landesmeister 1985/86. Hier konnte sich der FC Barcelona gegen Steaua Bukarest nicht durchsetzen und verlor im Elfmeterschießen gegen die Rumänen. Urruti konnte zwar zwei Elfmeter parieren, jedoch hielt sein Gegenüber Helmut Duckadam deren vier.
Seine Karriere beendete er 1988, nachdem er in den letzten Saisons von Andoni Zubizarreta auf die Ersatzbank verdrängt wurde.
International spielte Urruti fünf Mal für die spanische Fußballnationalmannschaft. Er nahm an den Weltmeisterschaften 1978 in Argentinien (Aus in der ersten Gruppenphase), 1982 in Spanien (Aus in der zweiten Gruppenphase) und 1986 in Mexiko (Aus im Viertelfinale) teil, wurde aber bei keinem WM-Spiel eingesetzt. Darüber hinaus stand Urruti im spanischen Aufgebot zur EM 1980 in Italien, wo er ebenfalls nicht eingesetzt wurde.
Urruti kam darüber hinaus bei zwei Länderspielen der baskischen Fußballauswahl zum Einsatz.
Der Baske starb 2001 nach einem schweren Autounfall in Barcelona. Nach seinem Tode wurde ein Golfturnier in Spanien, das Trofero Javier Urruti, nach ihm benannt.

## Erfolge
Verein:
- Spanische Meisterschaft: 1985
- Copa del Rey: 1983, 1988
- Supercopa de España: 1983
- Copa de la Liga: 1982, 1986
- Europapokal der Pokalsieger: 1982

Nationalmannschaft:
- WM-Teilnahme: 1978 (kein Einsatz), 1982 (kein Einsatz), 1986 (kein Einsatz)
- EM-Teilnahme: 1980 (kein Einsatz)

Individuell:
- Spaniens Fußballer des Jahres: 1981
- Trofeo Zamora: 1984